# Лахолм
Лахолм (швед. Laholm) градић је у Халанду, Шведска. Има 6.527 становника 2015. године. Археолошка открића показују да је ово место настањено већ 4.000 година. Лахолм је постао град у XIII веку.